# ميخائيل كي. لوك
ميخائيل كي. لوك هو شخصية أعمال وسياسي أمريكي، ولد في 3 نوفمبر 1952، وتوفي في 23 يونيو 2014 بسبب حادث مرور. نشط حزبياً في الحزب الجمهوري. وقد انتخب عضو مجلس نواب تينيسي ‏.